# 12329 Liebermann
12329 Liebermann (1992 SR23) là một tiểu hành tinh vành đai chính được phát hiện ngày 23 tháng 9 năm 1992 bởi F. Borngen ở Tautenburg.